# NFL 1922
Die NFL-Saison 1922 war die dritte Saison der US-amerikanischen Footballliga NFL, nachdem am 24. Juni desselben Jahres der bisherige Name „American Professional Football Association“ (APFA) zugunsten von National Football League geändert wurde. Meister der Liga wurden die Canton Bulldogs.
Sieben Mannschaften aus dem Vorjahr nahmen nicht mehr an der Meisterschaft teil. Neue Mannschaften waren die Milwaukee Badgers, Oorang Indians, Toledo Maroons und die Racine Legion.

## Tabelle
| Team                      | S  | N | U | SQ    |
| ------------------------- | -- | - | - | ----- |
| Canton Bulldogs           | 10 | 0 | 2 | 1,000 |
| Chicago Bears             | 9  | 3 | 0 | 0,750 |
| Chicago Cardinals         | 8  | 3 | 0 | 0,727 |
| Toledo Maroons            | 5  | 2 | 2 | 0,714 |
| Rock Island Independents  | 4  | 2 | 1 | 0,667 |
| Racine Legion             | 6  | 4 | 1 | 0,600 |
| Dayton Triangles          | 4  | 3 | 1 | 0,571 |
| Green Bay Packers         | 4  | 3 | 3 | 0,571 |
| Buffalo All-Americans     | 5  | 4 | 1 | 0,556 |
| Akron Pros                | 3  | 5 | 2 | 0,375 |
| Milwaukee Badgers         | 2  | 4 | 3 | 0,333 |
| Oorang Indians            | 3  | 6 | 0 | 0,333 |
| Minneapolis Marines       | 1  | 3 | 0 | 0,250 |
| Louisville Brecks         | 1  | 3 | 0 | 0,250 |
| Evansville Crimson Giants | 0  | 3 | 0 | 0,000 |
| Rochester Jeffersons      | 0  | 4 | 1 | 0,000 |
| Hammond Pros              | 0  | 5 | 1 | 0,000 |
| Columbus Panhandles       | 0  | 8 | 0 | 0,000 |